# Valerian Albanov
Valerian Ivanovitch Albanov (en russe : Валериа́н Ива́нович Альбанов), né le 26 mai 1881 à Voronej et mort 1er janvier 1919 à Atchinsk, est un navigateur russe, un des deux survivants de la désastreuse expédition Broussilov (1912).

## Biographie

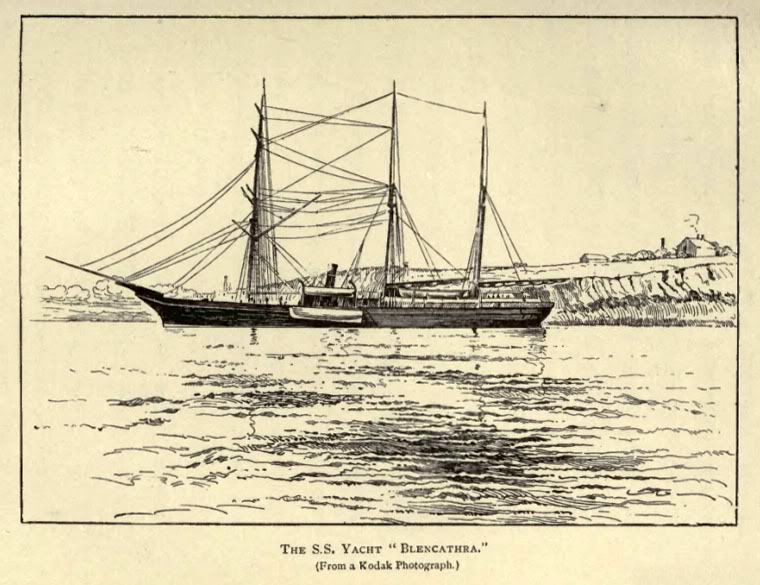
Le Sviataïa Anna

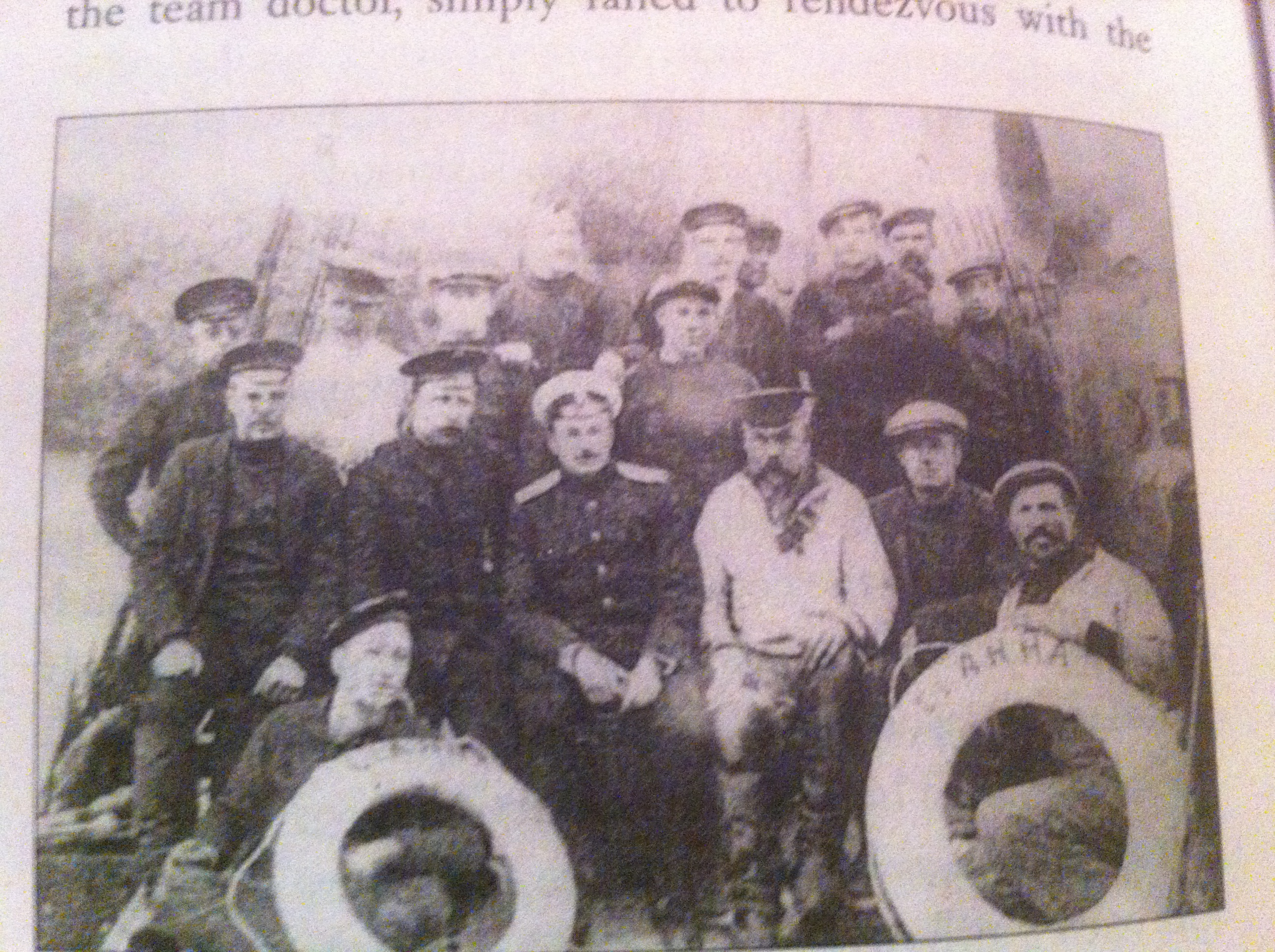
Les hommes du Sviataïa Anna

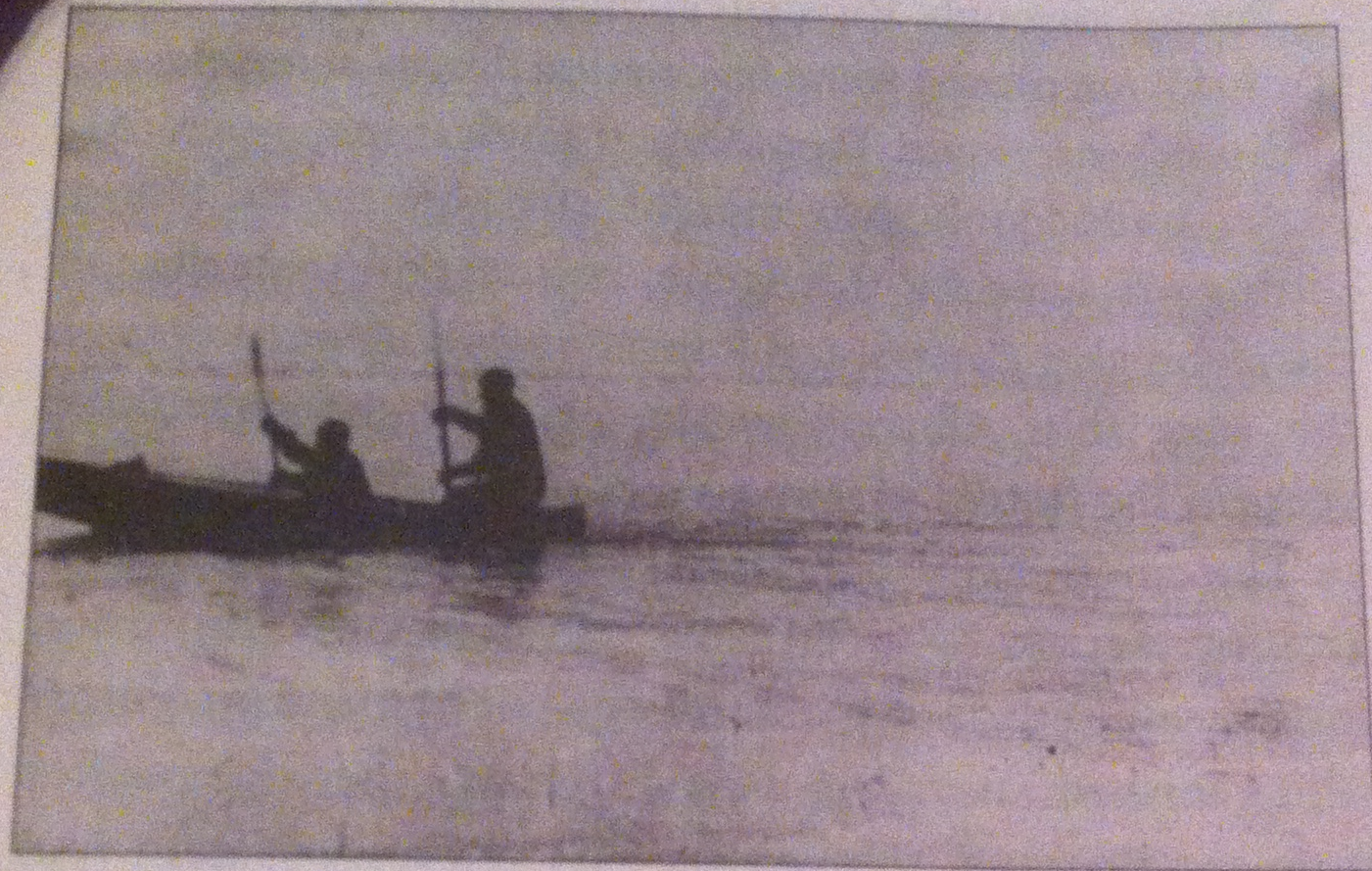
Albanov et Konrad approchant du Saint-Foka dans leur kayak, quelques minutes avant leur sauvetage

Élevé par son oncle à Oufa, il entre en 1898 au Collège Naval de Saint-Pétersbourg dont il sort diplômé en 1904. Après avoir servi sur divers bâtiments, il s'engage comme second sur le Sviataïa Anna de Gueorgui Broussilov pour une expédition destinée à franchir le passage du Nord-Est.
Mal préparé, en octobre 1912, le navire est rapidement bloqué par les glaces en mer de Kara. Après l'hivernage, contre toute attente, il n'est pas libéré par la débâcle et dérive vers l'archipel François-Joseph qu'il atteint en janvier 1914. Valerian Albanov, estimant que la situation est désespérée, demande alors au capitaine Broussilov de le relever de ses fonctions. Il quitte alors le navire le 14 avril 1914 avec 11 hommes et tente de revenir à pied vers la civilisation et d'atteindre la Terre Blanche. Il utilise alors une carte inexacte de Fridtjof Nansen.
Treize autres hommes décident de partir avec lui. La progression s’avère très difficile à cause des fissures dans la glace, les nombreuses polynies et l'abondance des crêtes. Les hommes meurent peu à peu et seuls Albanov et un homme d'équipage, Alexandre Konrad parviennent à atteindre le cap Flora où ils sont sauvés par l'arrivée opportune du Saint-Foka de Gueorgui Sedov qui se préparait à hiverner.
À son retour, Albanov écrit le récit de ses aventures. Le livre est publié à Saint-Pétersbourg en 1917.
Il reprend ensuite sa carrière et meurt de la fièvre typhoïde en 1919.

## Postérité
La dérive du Sviataïa Anna consignée par Albanov a été étudiée par l'océanographe Vladimir Wiese et lui a permis de découvrir l'île Wiese.
En 1975, l'historien arctique William Barr écrit : « The name of Valerian Ivanovich Albanov must be ranked among those of the immortals of polar exploration. »
En septembre 2010, une expédition russe, en suivant la route empruntée par Albanov, a retrouvé des restes dont un squelette humain, une montre, des raquettes, un couteau, une cuillère avec les initiales d'un marin, des lunettes de soleil, des verres ou encore des bouteilles de rhum vides.

## Hommage
Un brise-glace russe, divers navires russes, un cap de l'île Hooker, un îlot près de l'île Dikson en mer de Kara et un glacier de l'île de la Révolution-d'Octobre en Terre du Nord ont été nommés en son honneur.

## Œuvre
- In the Land of White Death, 2001 ; en français, Au pays de la mort blanche, Guérin, 2006 ; en russe Zajatci bílé smrti, 1917.